# Изи Шурга
Изи Шурга (мар. Изи Шӱргӧ) — деревня в Моркинском районе Республики Марий Эл. Входит в состав Шалинского сельского поселения.

## География
Находится в юго-восточной части республики Марий Эл на расстоянии приблизительно 16 км по прямой на запад-юго-запад от районного центра посёлка Морки.

## История
Известна с 1839 года как выселок Изишурга, где насчитывалось 13 дворов, 40 душ мужского пола. В 1895 году здесь проживали 172 человека, мари, в 1924 208 человек. В советское время работали колхозы «Изи Шурга» и «Совет».

## Население
Население составляло 245 человек (мари 99 %) в 2002 году, 256 в 2010.